# Некоммерческая организация
Некомме́рческая организа́ция (НКО) — организация, не имеющая в качестве основной цели своей деятельности извлечение прибыли.
Некоммерческие организации могут создаваться для достижения социальных, благотворительных, культурных, образовательных, политических, научных и управленческих целей, в сферах охраны здоровья граждан, развития физической культуры и спорта, удовлетворения духовных и иных нематериальных потребностей граждан, защиты прав, законных интересов граждан и организаций, разрешения споров и конфликтов, оказания юридической помощи, а также в иных целях, направленных на достижение общественных благ.
Некоммерческие организации вправе заниматься предпринимательской деятельностью, только если данная деятельность направлена на достижение целей организации.

## Определение
Согласно Британнике некоммерческая организация — это организация, как правило, ориентированная на достижение целей через коллективные действия граждан, которые не формируют прибыль.
В БРЭ некоммерческая организация — это юридическое лицо, не имеющее своей основной целью извлечение прибыли и не распределяющее полученную прибыль между участниками.
Согласно статье 2 Федерального закона РФ от 12.01.1996 г. № 7-ФЗ «О некоммерческих организациях», некоммерческой организацией является организация, не имеющая извлечение прибыли в качестве основной цели своей деятельности и не распределяющая полученную прибыль между участниками.

## НКО как социальный институт
Для некоммерческих организаций характерна не только деятельность по фандрайзингу и расходованию средств, но и лоббизм как в общественных, так и корпоративных или профессиональных целях. Так, проект "Правонападение" Русфонда можно отнести к направлениям, лоббирующим общественные (социальные) интересы, работа отраслевых ассоциаций нацелена на защиту корпоративных интересов, а профессиональные объединения (Союз кинематографистов, Союз журналистов и др.) формируют стандарты профессии и представляют интересы работников индустрии при работе с органами власти.

## Виды некоммерческих организаций в Российской Федерации
Некоммерческие корпоративные организации (параграф 6 Глава 4. ГК РФ):
- Потребительский кооператив
- Общественная организация
- Общественное движение
- Ассоциация и союз
- Товарищество собственников недвижимости
- Казачье общество
- Община коренных малочисленных народов Российской Федерации
- Адвокатская палата
- Адвокатское образование (коллегия адвокатов, адвокатское бюро и юридическая консультация)
- Нотариальная палата

Некоммерческие унитарные организации (параграф 7 Глава 4. ГК РФ):
- Фонд
- Учреждение (Частное учреждение, Государственные, муниципальные учреждения (автономные, бюджетные и казённые учреждения))
- Автономная некоммерческая организация
- Религиозная организация

Кроме этого, согласно Главе II ФЗ «О некоммерческих организациях» выделяются:
- Государственная корпорация
- Государственная компания
- Некоммерческое партнерство

## Финансирование НКО в России
Полученные российскими некоммерческими организациями гранты от иностранных благотворительных организаций не облагаются налогом.
С 2008 года на поддержку НКО выделяются специальные гранты Президента России. В 2008—2013 годах на поддержку НКО было выделено из бюджета 8 млрд рублей, при этом большинство грантов получили организации, контролируемые действующими или бывшими членами Общественной палаты.
20 ноября 2012 г. вступил в силу новый закон РФ о НКО («закон об иностранных агентах»), соответствующие изменения в ГК РФ внесены 12 февраля 2013 г.
23 мая 2015 г. президентом Российской Федерации Владимиром Путиным был подписан закон о реестре нежелательных организаций. Согласно закону, нежелательной может быть признана иностранная или международная неправительственная организация, «представляющая угрозу основам конституционного строя РФ, обороноспособности страны и безопасности государства».
4 ноября 2015 г. президент Российской Федерации Владимир Путин подписал закон, увеличивающий в четыре раза — до одного года — срок давности по административным делам о нарушении порядка деятельности НКО-«иностранных агентов».
3 апреля 2017 года Президент РФ Владимир Владимирович Путин подписал распоряжение № 93-рп «Об обеспечении в 2017 году государственной поддержки некоммерческих неправительственных организаций, участвующих в развитии институтов гражданского общества, реализующих социально значимые проекты и проекты в сфере защиты прав и свобод человека и гражданина». Распределением средств занимается специально созданный Фонд-оператор президентских грантов по развитию гражданского общества (Фонд президентских грантов). Для обеспечения в 2017 году господдержки некоммерческих организаций выделено 4,32 млрд рублей.
В ходе встречи с президентом Владимиром Путиным 11 марта 2019 года директор Росфинмониторинга Юрий Чиханчин сообщил, что некоммерческие организации в России получили порядка 80 млрд рублей из иностранных источников. «Хотел бы несколько слов сказать по НКО. Продолжает иностранное финансирование поступать сюда, и не всё для благих целей. Где-то порядка 80 миллиардов мы отслеживаем», — уточнил Чиханчин.
С конца 2022 года в России резко выросло количество НКО, помогающих военным и мобилизованным. За первое полугодие 2023 года было зарегистрировано 505 подобных организаций — на 34 % больше чем в предыдущие два года. За 2022 год военные НКО России собрали как минимум 113 млрд рублей. ВООВ «Боевое братство» собрало 4,9 млрд рублей. Всероссийская общественная организация ветеранов (пенсионеров) войны, труда, вооруженных сил и правоохранительных органов — 13,9 млрд. Добровольческое движение «Мы вместе — Севастополь» — 5 млрд, «Народный фронт» — 4,7 млрд рублей.  Наибольший рост на 56% показали организации, работающие с ветеранами.